# دو چنگ یی
دو چنگ یی (انگلیسی: A-do؛ زادهٔ ۱۱ مارس ۱۹۷۳) یک موسیقی‌دان اهل سنگاپور است. وی از سال ۲۰۰۲ میلادی تاکنون مشغول فعالیت بوده‌است.